# Ernst Giese (Papiertechnologe)
Ernst Willi Hermann Giese (* 14. Februar 1911 in Althaldensleben; † 13. August 1995 in Radebeul) war ein deutscher Chemietechniker und Papiertechnologe.
Nach dem Abitur in Dresden 1930 begann er im selben Jahr das Studium der Chemie an der Technischen Hochschule Dresden. Er legte 1935 das Diplom (Die Mangangehalte verschiedener Nadelhölzer und der aus ihnen hergestellten Zellstoffe sind quantitativ zu bestimmen) ab und wurde noch im selben Jahr promoviert (Messungen der Oberflächenspannung von Lösungen der Kalium- und Lithiumsalze höherer Fettsäuren mit der Ringabreißmehtode unter Ausschluß der Kohlensäure der Luft und bei besonderer Berücksichtigung weiterer störender Einflüsse).
Er bekam 1935 am Institut für Technische Chemie der Technischen Hochschule Hannover eine Assistenzstelle, die er bis in das Folgejahr belegte. Als Chemiker und Betriebsingenieur begann er 1936 seine Arbeit für die Papierfabrik Sebnitz, wo er später dann als Fabrikationsleiter und Leiter des technischen Archivs wirkte.
Im Jahr 1951 arbeitete er als Projektierungsingenieur im Zentralen Projektierungsbüro für die Zellstoff- und Papierindustrie Heidenau. 1952 erhielt er nebenberuflich eine Lehrbeauftragung für Papierfabrikation in Dresden.
Von 1962 bis 1976 wirkte er als Professor für Papiertechnologie an der Technischen Universität Dresden. Giese verstarb 1995 in Radebeul und wurde auf dem Friedhof Radebeul-Ost beigesetzt.

## Schriften
- Wasserkreislauf in Papierfabriken. In: Zellstoff und Papier. 9, 1960, 1, S. 10–13.
- Aktuelle Probleme bei der Projektierung von Papierfabrikationsanlagen. In: Zellstoff und Papier. 1, 1961, 1, S. 9–17.
- Störgrößen bei der Stoffdichteregelung. In: Zellstoff und Papier. 10, 1961, 10, S. 375–383.
- Beitrag zur Problematik der kontinuierlichen Stoffdichteerfassung. In: Zellstoff und Papier. 22, 1973, 2, S. 35–41.
- Holzstoff aus Kiefernholz I und II. In: Zellstoff und Papier. 29, 1980 2, S. 56–58 und 29, 1980, 3, S. 123–124.